# Kalmar pastorat
Kalmar pastorat är ett pastorat i Kalmar-Ölands kontrakt i stiftet Växjö stift i Svenska kyrkan. Pastoratet omfattar församlingar i Kalmar kommun i Kalmar län.
Pastoratskoden är 061301.
Pastoratet omfattar sedan 1989 följande församlingar:
- Kalmar domkyrkoförsamling
- Kalmar S:t Johannes församling
- Heliga Korsets församling
- S:ta Birgitta församling
- Två systrars församling